# Skyphos

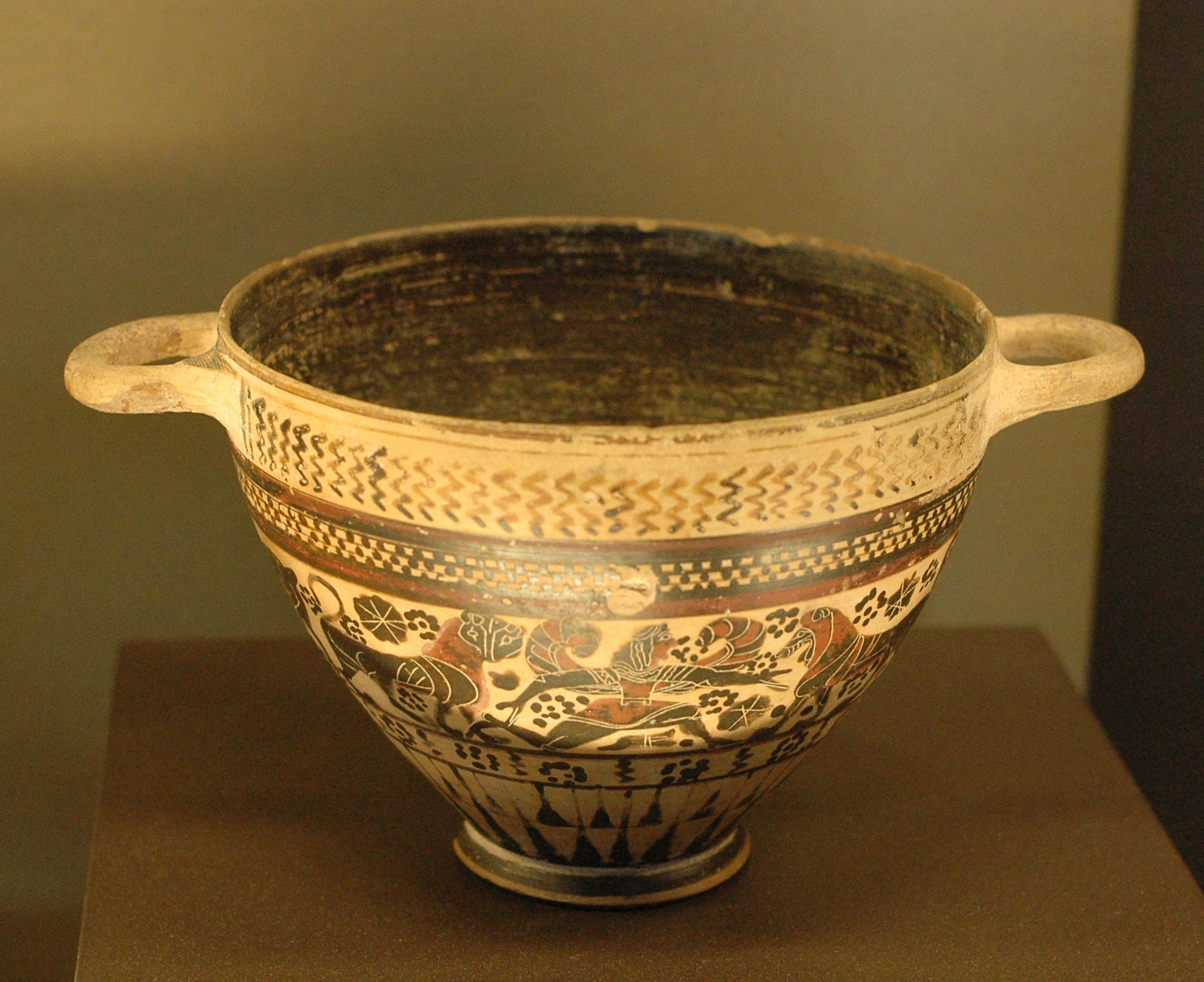
Skyphos corinzio, 625-600 a.C. Louvre MNB2030.

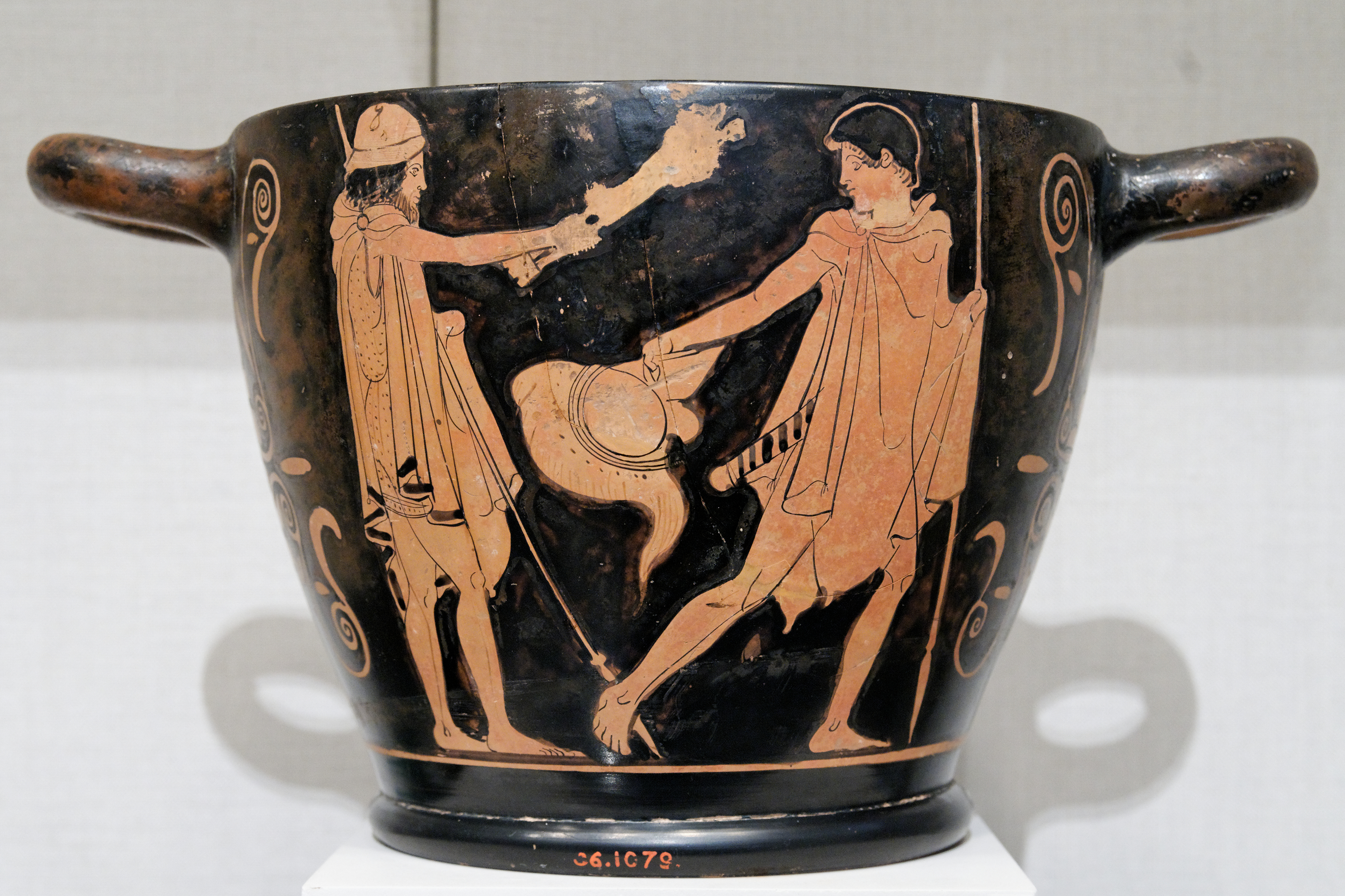
Skyphos attico tipo A, 540-530 circa a.C. Metropolitan Museum of Art 06.1079.

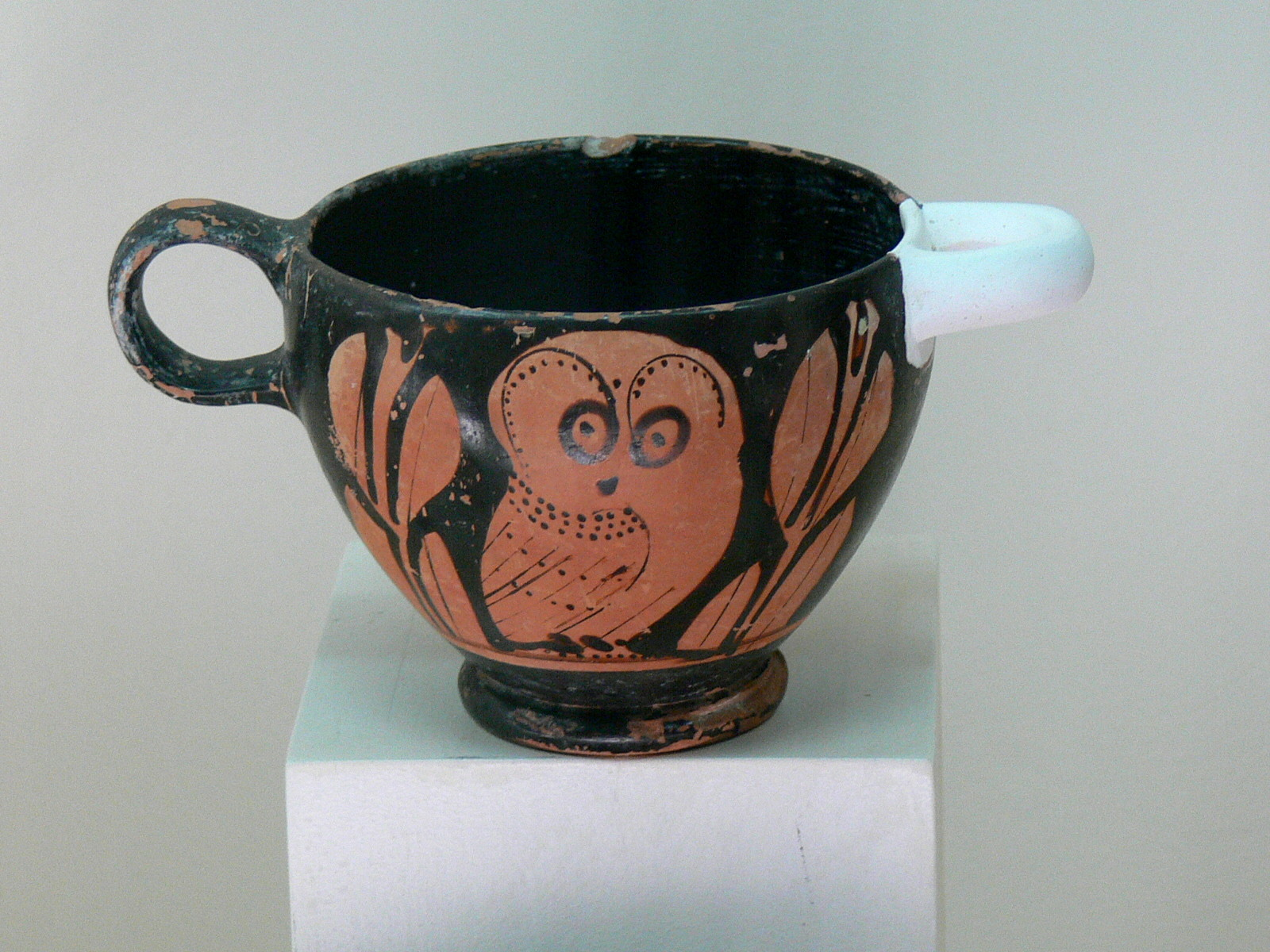
Skyphos attico tipo B. Antalya Archaeological Museum.

Lo skyphos (in greco: σκύφος, skyphos, plurale skyphoi, noto in italiano anche come scifo) è un tipo di vaso greco, una profonda coppa per bere con due piccole anse, solitamente orizzontali, impostate appena sotto l'orlo; il piede è basso o del tutto assente.

## Storia e descrizione
In base alla fonti letterarie sembra sia possibile che in antichità il termine venisse utilizzato in modo simile alla nomenclatura moderna. Frequentemente viene utilizzato anche il termine kotyle (plurale kotylai - dal greco κοτύλη), che designava in antichità una coppa in senso e di forma generica. Il kotyle era anche un'antica unità di volume.
La forma dello skyphos varia nel tempo, a partire dal protogeometrico, e secondo gli ambiti di produzione. La forma base si stabilizza con lo skyphos corinzio del VII secolo a.C., caratterizzato da pareti sottili, orlo curvato verso l'interno, anse piccole e piede ad anello. Da alcuni esemplari tardo geometrici dotati di invaso più ampio si sviluppa la tipologia greco-orientale della coppa a uccelli. In ambito attico lo skyphos assume pareti leggermente più spesse, con anse robuste e piede a toro. Una seconda tipologia frequente nelle figure rosse attiche, e spesso decorata con una civetta, è quella recante anse di forma diversa, una verticale e una orizzontale, con invaso più affusolato nella parte inferiore e con piede più piccolo. La forma chiamata cup-skyphos è dotata delle caratteristiche principali dello skyphos, ma con anse che piegano verso l'alto e orlo leggermente convesso come nelle kylikes.
Celebre forma vascolare della letteratura greca, è infatti il vaso da cui Polifemo beve il latte nel libro IX dell'Odissea.